# Coalition jamaïcaine

Drapeau de la Jamaïque.

Une coalition jamaïcaine, ou coalition Jamaïque (en allemand : Jamaika-Koalition), est un type de coalition gouvernementale allemande qui rassemble :
- l’Union chrétienne-démocrate d'Allemagne/Union chrétienne-sociale en Bavière (CDU/CSU, désignée simplement CDU ci-après) ;
- le Parti libéral-démocrate (FDP) ;
- et Alliance 90 / Les Verts.

Elle doit son nom aux couleurs du drapeau jamaïcain, le noir, le jaune et le vert, qui sont les couleurs symbolisant respectivement la CDU, le FDP et les Verts.

## Histoire
Le terme a été utilisé en 2005 pour décrire une possible coalition après les élections du Bundestag du 18 septembre, qui ne donnèrent une majorité absolue ni pour la coalition sortante du SPD et des Grünen, ni à l’ancienne opposition de la CDU/CSU et du FDP. Une coalition jamaïcaine, dont la chancelière aurait été Angela Merkel, aurait été soutenue par 337 des 613 membres du Bundestag.
La réalisation de cette coalition, comme celle d'une coalition en feu tricolore, était peu envisageable du fait des divergences entre les trois alliés potentiels. Elle était néanmoins l'une des deux seules alternatives à une grande coalition entre la CDU/CSU et le SPD.
On parle aussi, en référence à la coalition en feu tricolore, de « feu tricolore noir » (schwarze Ampel, ou par contraction Schwampel-Koalition).
Le 10 novembre 2009, le ministre-président de Sarre Peter Müller est réélu pour un troisième mandat après avoir formé la première coalition jamaïcaine allemande. Il est remplacé en août 2011 par Annegret Kramp-Karrenbauer, qui ne parvient pas à maintenir la cohésion de la coalition au-delà de janvier 2012.
Il faudra attendre cinq ans avant qu'une telle alliance soit reproduite. À la suite des élections législatives régionales du 7 mai 2017 au Schleswig-Holstein, Daniel Günther est investi ministre-président après avoir réuni les trois formations. Bernd Althusmann évoque la même possibilité après les élections anticipées du 15 octobre suivant en Basse-Saxe mais se trouve opposé à un refus des Grünen.
Quelques semaines plus tard, la chancelière fédérale Angela Merkel échoue à former une coalition jamaïcaine, après un refus exprimé par le FDP à l'issue des discussions exploratoires.

## Au niveau des Länder

### Sarre
| Députés | Dates                                              | Ministre-président | Ministre-président         | Ministre-président | Cabinet             |
| ------- | -------------------------------------------------- | ------------------ | -------------------------- | ------------------ | ------------------- |
| 27 / 51 | 10 novembre 2009 - 10 août 2011 (1 an et 9 mois)   |                    | Peter Müller               | CDU                | Müller III          |
| 27 / 51 | 10 août 2011 - 18 janvier 2012 (5 mois et 8 jours) |                    | Annegret Kramp-Karrenbauer | CDU                | Kramp-Karrenbauer I |

### Schleswig-Holstein
| Députés | Dates                               | Ministre-président | Ministre-président | Ministre-président | Cabinet   |
| ------- | ----------------------------------- | ------------------ | ------------------ | ------------------ | --------- |
| 44 / 74 | 28 juin 2017 - 29 juin 2022 (5 ans) |                    | Daniel Günther     | CDU                | Günther I |

## Belgique
En Belgique, le terme a également été employé pour une coalition (hypothétique) entre libéraux (MR, VLD), socio-chrétiens  (cdH, CD&V) et écologistes (Ecolo, Groen). Il s'agit d'un abus de langage puisque les couleurs de ces tendances politiques sont respectivement le bleu, l'orange et le vert. Le terme de coalition namuroise est parfois utilisé, après une des premières coalitions tripartites de ce genre réalisée à Namur à la suite des élections communales de 2006.